# Yohander Méndez
Yohander Manuel Méndez Ortega (Valencia, 17 de enero de 1995) es un lanzador de béisbol profesional venezolano que es agente libre. Hizo su debut en las Grandes Ligas de Béisbol (MLB) en el 2016 con los Texas Rangers.

## Carrera profesional

### Rangers de Texas
Méndez firmó con los Texas Rangers como agente libre internacional en julio de 2011 procedente de Venezuela por $1,5 millones. Méndez hizo su debut profesional en 2012 con los DSL Rangers, registrando un récord de 2-1 con una efectividad de 1.99 en 45.1 entradas. En 2013 hizo su debut en Estados Unidos con los Indios de Spokane, registrando un récord de 1-2 con una efectividad de 3.78 en 33.1 entradas. Méndez dividió la temporada 2014 entre los AZL Rangers y los Hickory Crawdads, registrando un récord combinado de 3-1 con una efectividad de 2.70 en 36.2 entradas. Méndez pasó toda la temporada 2015 con los Hickory Crawdads, registrando marca de 3-3 con efectividad de 2.44 en 66.1 entradas. Los Rangers lo agregaron a su lista de 40 hombres después de la temporada 2015. Méndez jugó la temporada de ligas menores de 2016 entre High Desert Mavericks, Frisco RoughRiders y Round Rock Express. Tuvo un récord combinado de 12-3 con una efectividad de 2.19 en 111 entradas. Después de la fecha límite de cambios de la temporada 2016, Méndez se convirtió en el segundo prospecto de la organización después de que los Vigilantes canjearan a Luis Ortiz y Lewis Brinson a los Cerveceros por el receptor Jonathan Lucroy.
Méndez fue ascendido a las Grandes Ligas durante las convocatorias de septiembre el 2 de septiembre de 2016 luego de tener una efectividad de 2.19 como titular en las menores. Hizo su debut en las Grandes Ligas el 5 de septiembre saliendo del bullpen permitiendo cinco carreras limpias mientras lanzaba una entrada contra los Marineros de Seattle. Apareció en solo dos juegos ese septiembre, lanzando 3 entradas con una efectividad de 18.00.
Méndez jugó la temporada 2017 entre los Frisco RoughRiders y los Rangers. En 24 juegos (24 aperturas) con Frisco registró marca de 7–8 con efectividad de 3.79 en 137.2 entradas. En 7 salidas de relevo para los Rangers, registró un récord de 0-1 con efectividad de 5.11 en 12.1 entradas.
Méndez abrió la temporada 2018 con los Round Rock Express. Estaba en la lista activa de los Rangers cuando el 19 de junio, fue enviado de regreso a AAA por violar una regla del equipo no especificada después de un juego en Kansas City la noche anterior. Méndez fue degradado a Down East Wood Ducks el 25 de junio, por lo que la organización llamó un "reinicio" en su desarrollo. Méndez se abrió camino de regreso a través de AA y AAA, antes de ser llamado a la lista de Grandes Ligas el 2 de septiembre. Méndez registró un récord combinado de 2-10 con una efectividad de 4.71 en 122.1 entradas entre Down East Wood Ducks, Frisco Roughriders y Round Rock Express. En 8 juegos (5 aperturas) con los Rangers en 2018, Méndez registró un récord de 2-2 con efectividad de 5.53 en 27.2 entradas. Durante la temporada baja de 2018, los Rangers anunciaron que se les otorgó una cuarta opción de ligas menores sobre Méndez que les permitiría incluirlo en las ligas menores durante la temporada de 2019. El 19 de marzo de 2019, el equipo anunció que Méndez no necesitaría una cirugía de fin de temporada, sino que estaría disponible a mitad de temporada. Méndez fue colocado en la lista de lesionados de 60 días para abrir la temporada 2019. Regresó a Texas el 5 de septiembre y terminó la temporada con marca de 1-0 con efectividad de 5.79 sobre4 2⁄3 entradas.
El 23 de julio de 2020, Méndez fue eliminado de la lista de 40 hombres. Méndez no jugó en un juego en 2020 debido a la cancelación de la temporada de béisbol de las ligas menores debido a la pandemia de COVID-19. Se convirtió en agente libre el 2 de noviembre de 2020.

### Leones de Yucatán
El 24 de febrero de 2021, Méndez firmó con los Leones de Yucatán de la Liga Mexicana.

### Sultanes de Monterrey
El 6 de diciembre de 2021, Méndez firmó con los Milwaukee Milkmen de la Asociación Estadounidense de Béisbol Profesional. Sin embargo, el 15 de febrero de 2022, previo a la temporada AA 2022, su contrato fue comprado por los Sultanes de Monterrey de la Liga Mexicana.

### Yomiuri Giants
El 13 de diciembre de 2022, Méndez firmó con los Yomiuri Giants de la Liga Japonesa de Béisbol Profesional.  Hizo 16 apariciones para Yomiuri en 2023, compiló un récord de 5-5 y una efectividad de 2.07 con 72 ponches en 87 entradas lanzadas. Méndez volvió a firmar con los Gigantes con un contrato de un año para la temporada 2024 el 26 de noviembre de 2023. El 6 de octubre de 2024, se anunció que los Gigantes no retendrían a Méndez para la temporada 2025, convirtiéndolo en agente libre.